# Chapelle Notre-Dame de Cran
Pour les articles homonymes, voir Chapelle Notre-Dame et Cran.
La chapelle Notre-Dame-de-Bon-Secours (dite « chapelle Notre-Dame-de-Cran » ou encore « chapelle des Templiers ») est une chapelle du hameau de Cran, sur la commune de Treffléan (Morbihan).

## Localisation
Cran (Crann en breton) est un hameau situé à 3 km au sud-est du bourg de Treffléan.

## Histoire
La chapelle Notre-Dame de Bon Secours aurait été construite en 1182 par les Templiers, avec la commanderie fortifiée de Treffléan. 

« On ne sait rien de précis sur les origines de ce sanctuaire très vénéré par les habitants du voisinage ; les traditions relatives à sa fondation relèvent du folklore. Suivant l'une d'elles, celle-ci serait due à une apparition de la Vierge ; suivant une autre, elle serait due à l'accomplissement du vœu d'un seigneur »

— René Couffon, « CHAPELLE NOTRE-DAME-DU-CRANN » dans Congrès archéologique de France, Société française d'archéologie, éd. A. Picard et fils, 1956, volumes 114-115, p. 214.
Lieu de pèlerinage dès le XIVe siècle en raison des miracles qui y auraient eu lieu, elle a été reconstruite au XVIe siècle sur ses bases romanes.
Si son origine templière n'est pas absolument sûre, cette chapelle semble bien avoir appartenu à l'ordre de Saint-Jean de Jérusalem, comme cela fut la norme après la dissolution de l'ordre du Temple.
Dans les années 1920, faute d'entretien, la chapelle menaçait ruine. En 1924, le toit de la nef s'est effondré lors d'une tempête et le processus d'inscription est déclenché (IMH 1925). Elle est restaurée, mais son décor peint du XVIe siècle a irrémédiablement souffert et présente d'importantes lacunes.
Elle fait l'objet d’un classement au titre des monuments historiques depuis le 3 octobre 1962.

## Architecture
Le plan est en croix latine, orientée est-ouest.

## Intérieur
L'édifice est voûté de charpente. La nef rectangulaire à vaisseau unique est dallée en damier noir et blanc.
La croisée de transept est portée d'arcs en tiers point qui retombent sur des supports complexes à multiples colonnes engagées d'un effet plastique puissant. Marc Déceneux y voit une parenté d’inspiration  avec les églises romanes de Locquénolé, à Ploërdut, Langonnet, Sulniac, Calan... Roger Gand voyait dans les masques jumelés supportant les tailloirs des sculptures romanes, mais Anne Autissier les date pour sa part des XVe – XVIe siècle. Mais selon elle, une des corbeilles portant l'arc triomphal pourrait être un réemploi et dater du XIIe siècle : elle est sculptée de trois personnages alignés très stylisés, celui du milieu en position d'orant.
Le chœur à chevet plat est éclairé par une fenêtre gothique à remplages.
L'intérieur de la chapelle présente une série d'éléments de grande valeur, notamment des fresques, des sablières, des statues et un autel en bois.
Fresques
Les murs sud et ouest de la chapelle sont couverts par une fresque datée de 1594 représentant la Crucifixion et plusieurs saints. Le décor peint couvrait originellement l'entièreté des murs de la nef. Il se trouve en très mauvais état.
Sablières
Les sablières sont des poutres horizontales placées le long des murs porteurs. Dans la chapelle de Cran, ces poutres en bois sont sculptées et datées de 1524 à 1556. On peut notamment y voir un renard soufflant dans une cornemuse.
Statues
La chapelle possède plusieurs statues en bois polychrome, représentant la Trinité (XVIe siècle), le Christ (XVIe siècle) et une Vierge à l'Enfant (XVe siècle).
Autel
L'autel en bois sculpté, signé et daté de 1788, est de style baroque et comprend un tabernacle en bois peint du XVIIe siècle.
Bénitier
Le bénitier de la chapelle est un ancien lec'h creusé.

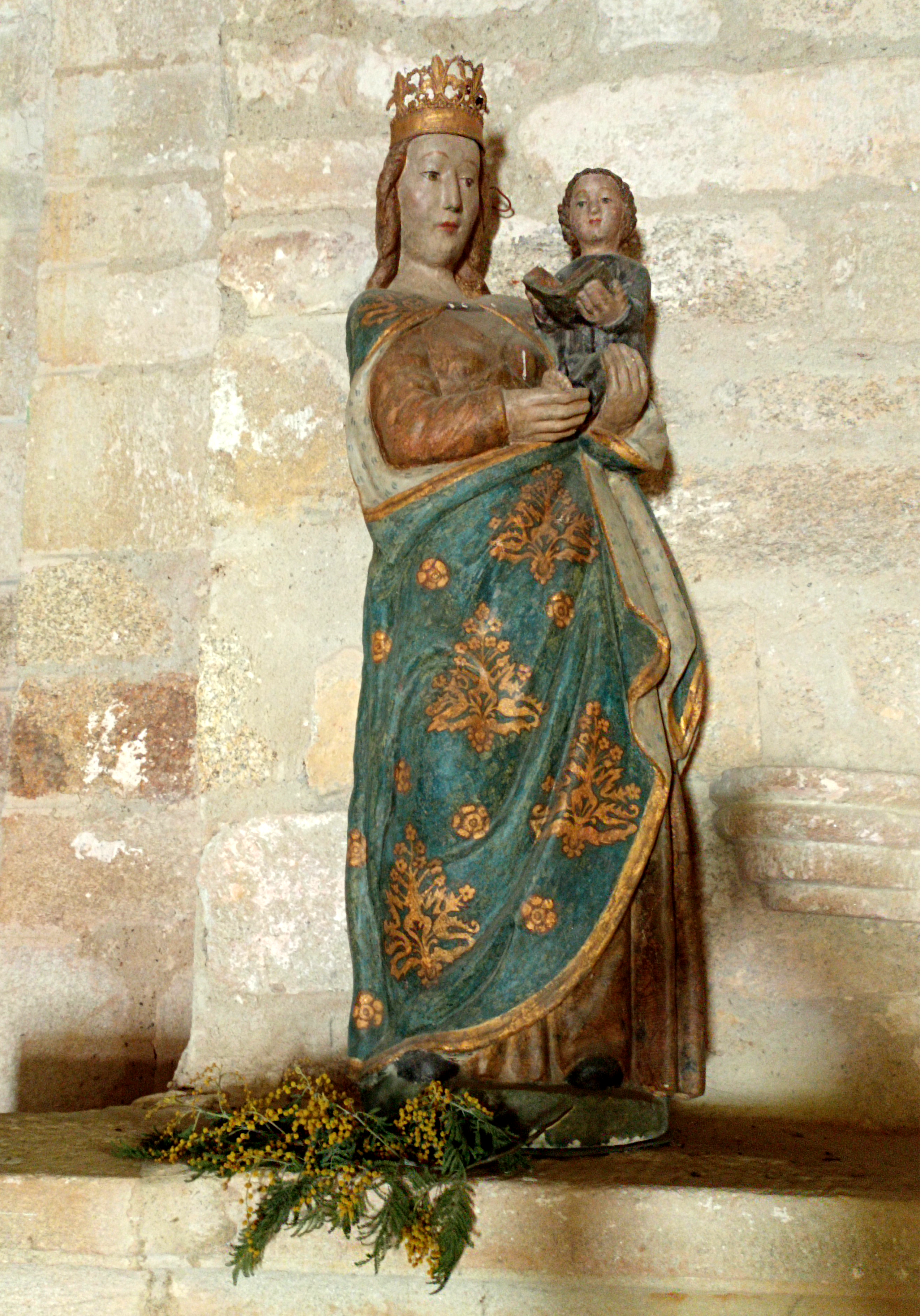
Vierge à l'Enfant (XVe siècle). Bois polychrome.
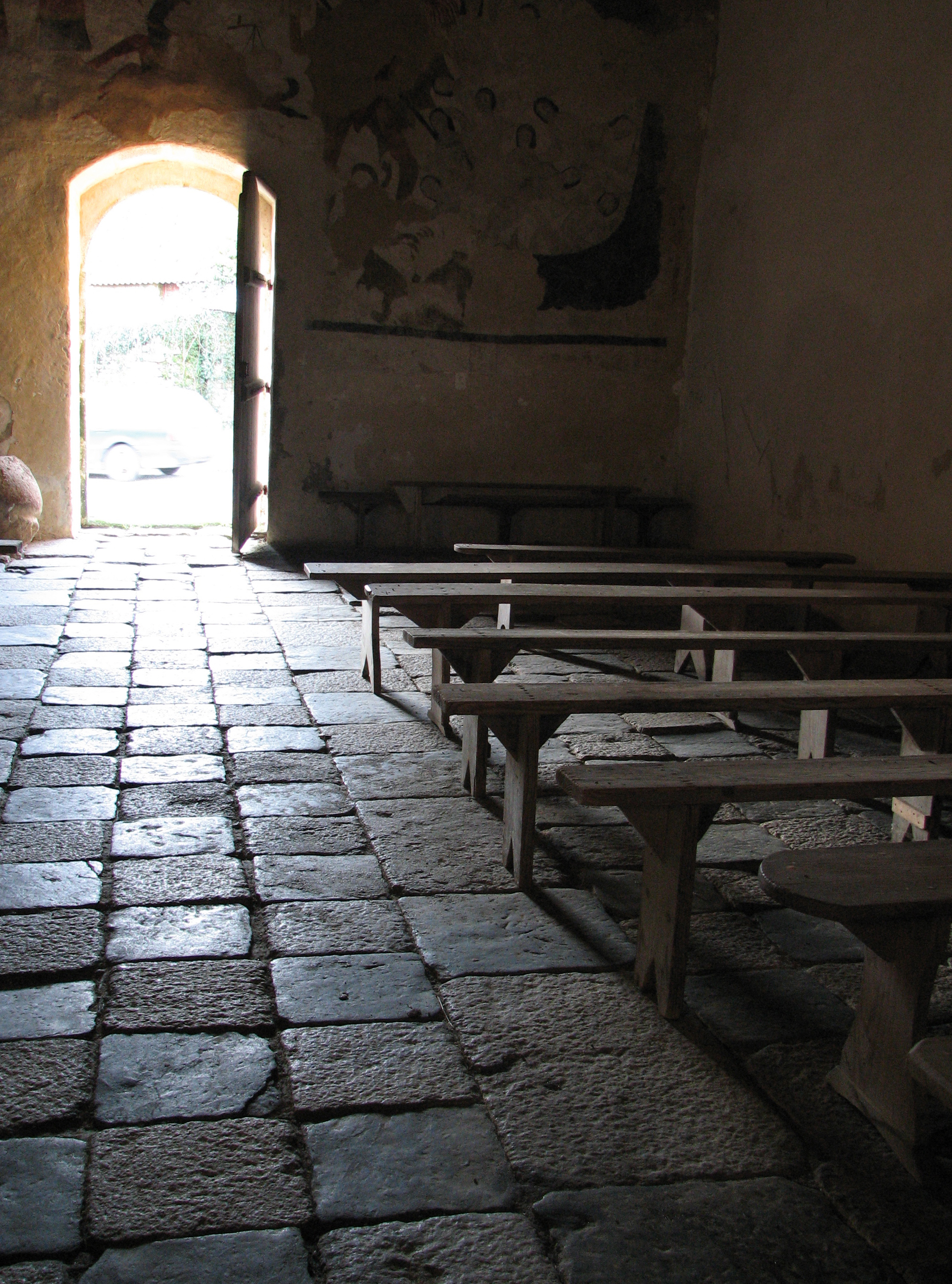
La nef.
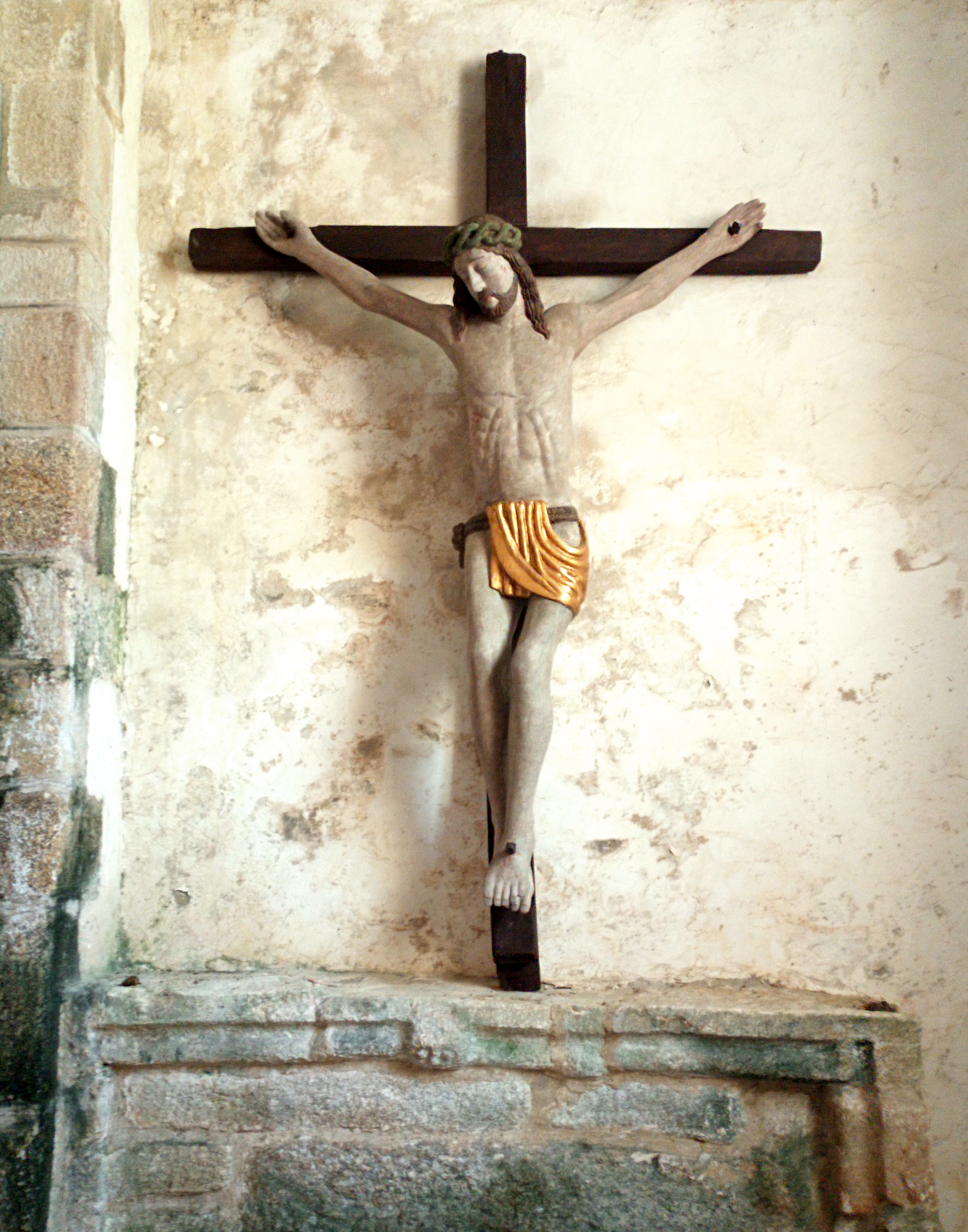
Christ en bois polychrome du XVIe siècle.
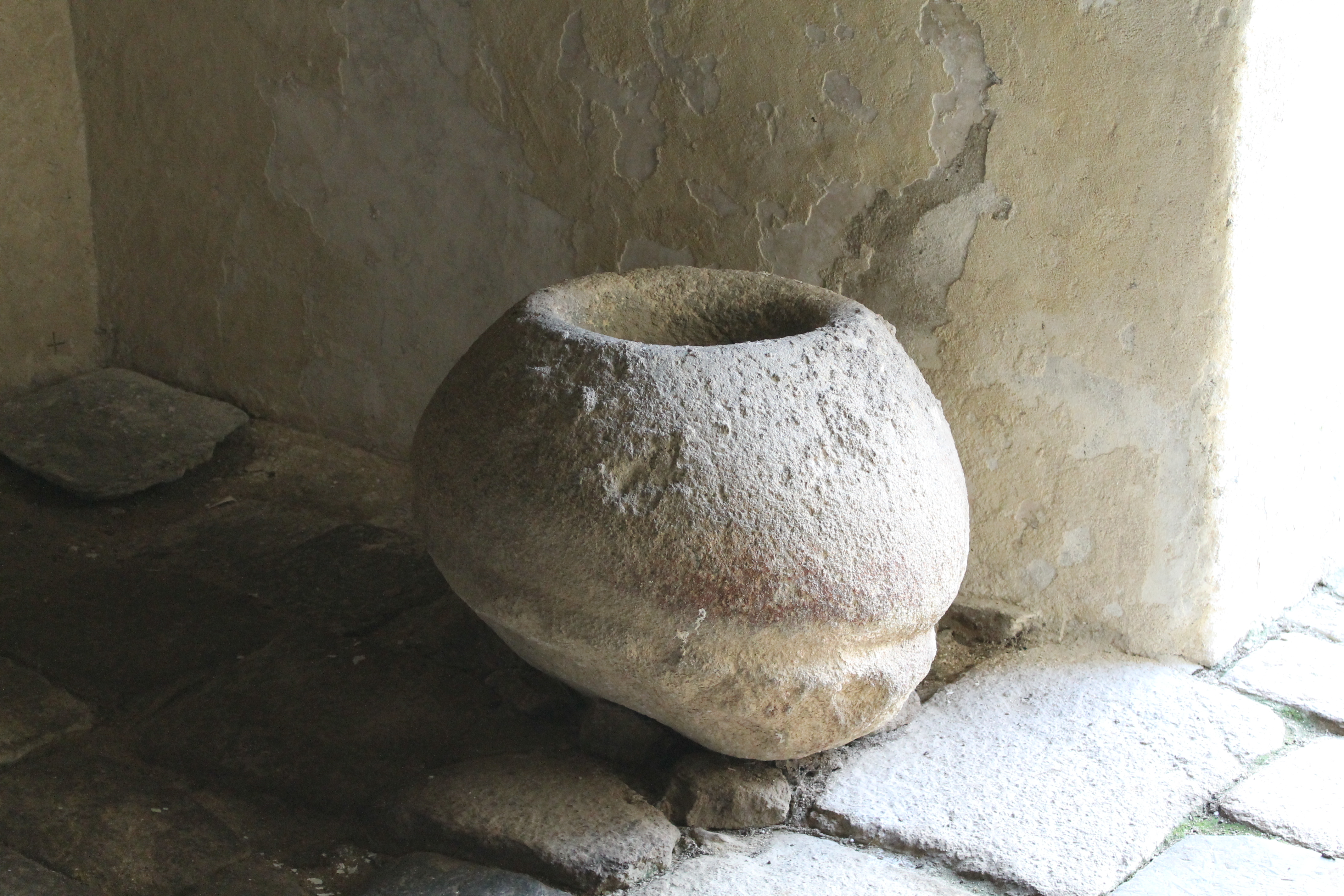
Le bénitier, creusé dans un lec'h.

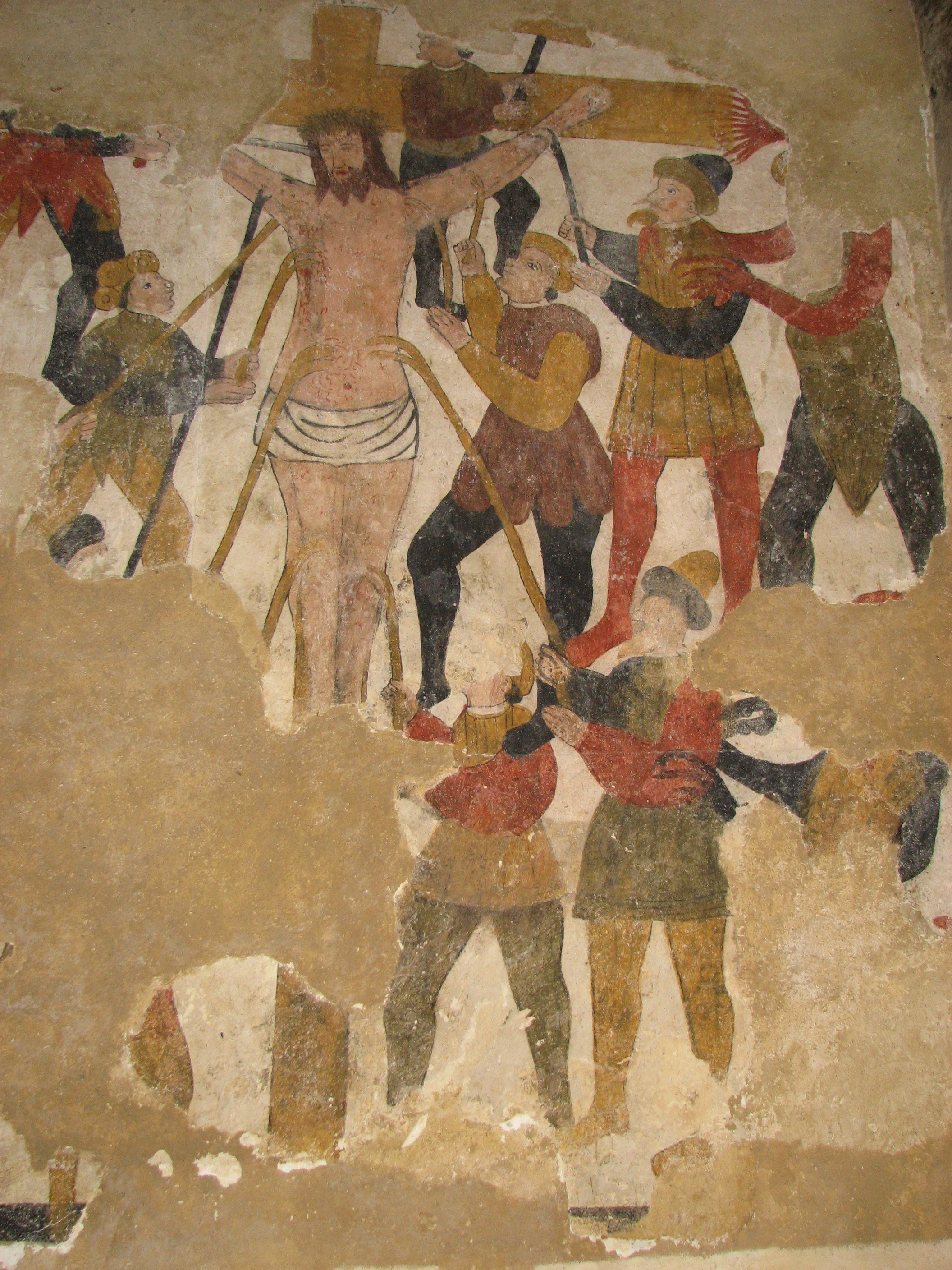
Détail de la fresque.
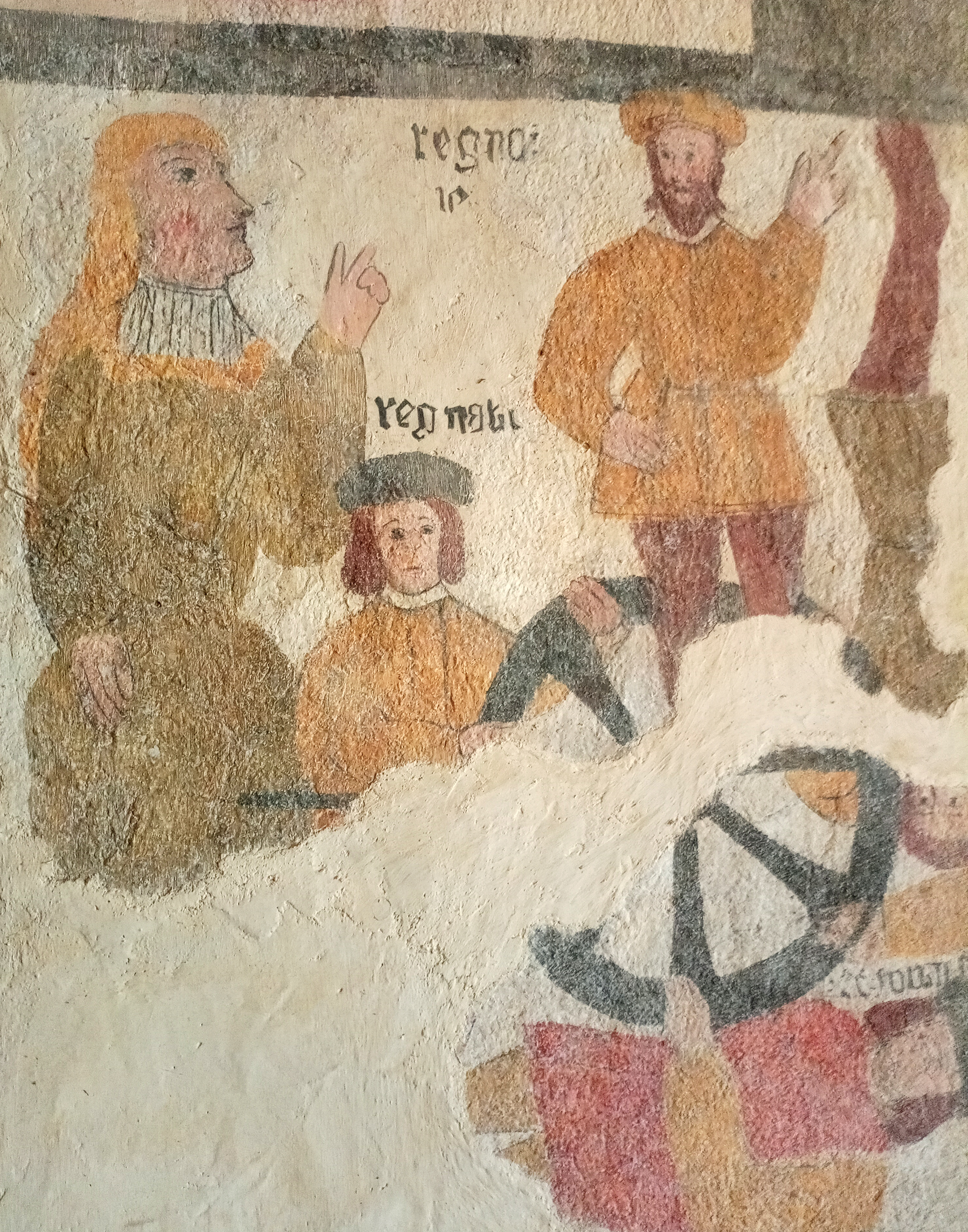
Fresque (détail). 1594.
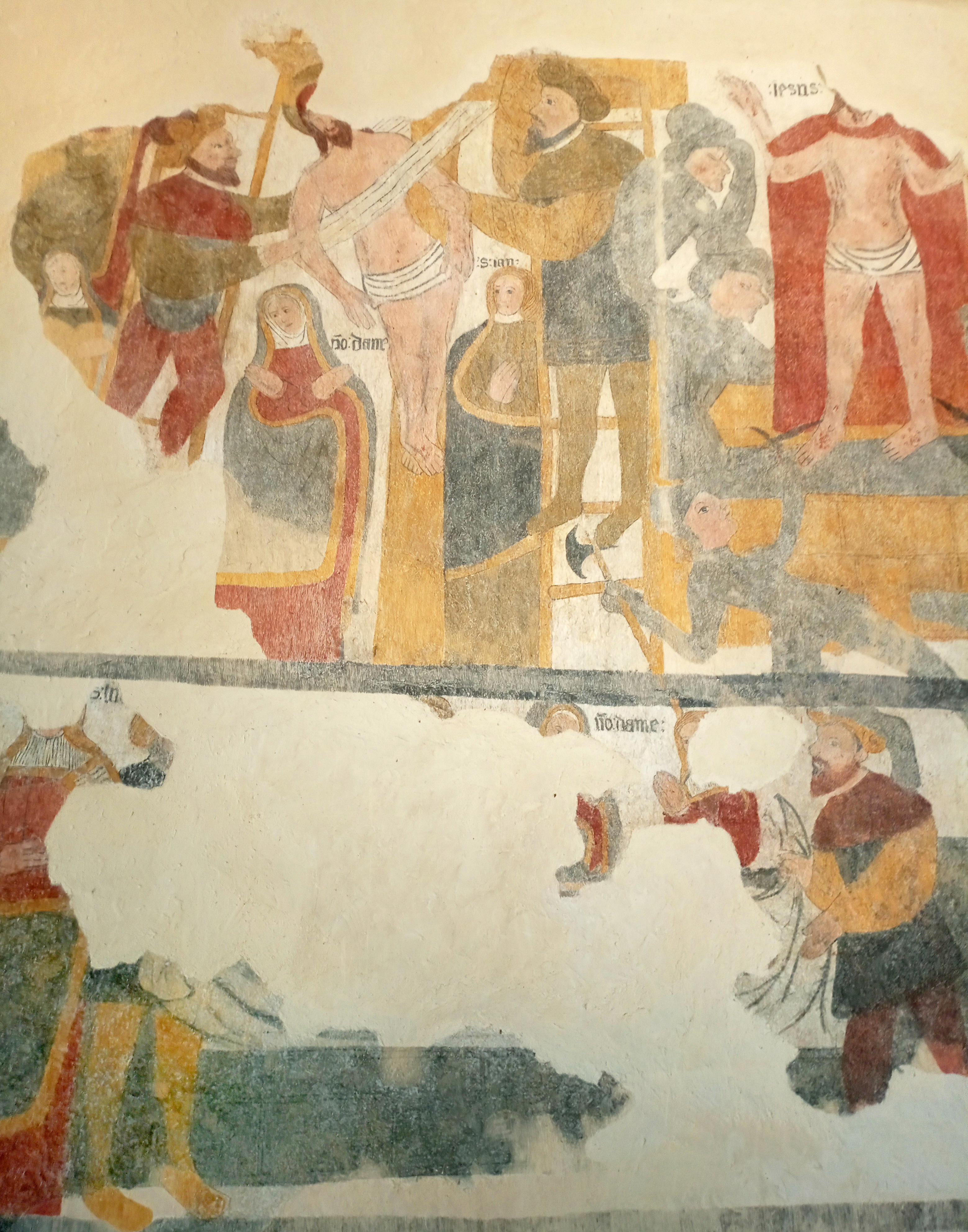
Fresque (détail). 1594.
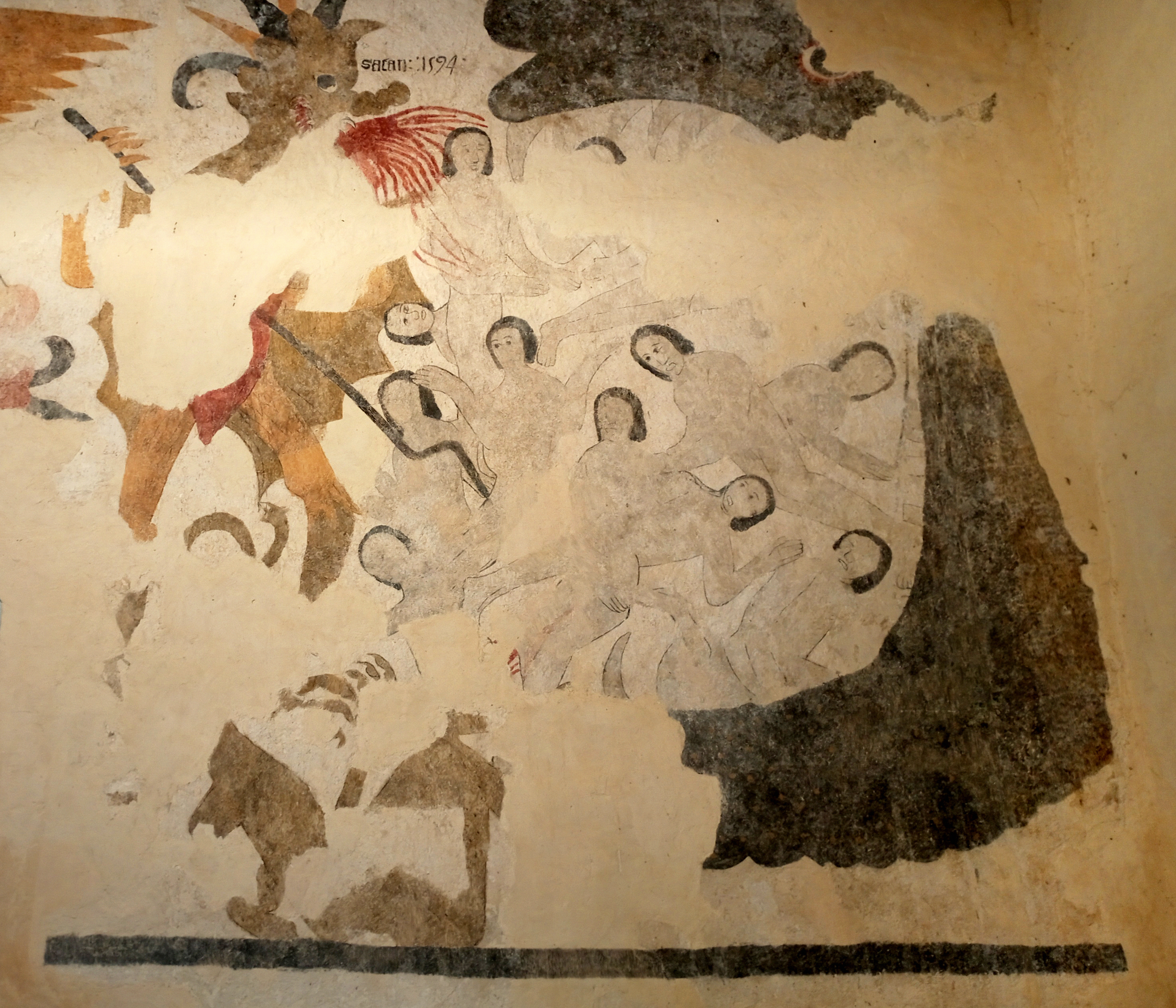
Fresque (détail). 1594.

## Activités
Un pardon est organisé à Cran chaque année le premier dimanche suivant le 15 août. Des concerts y sont aussi organisés pendant l'été.

## Autour de la chapelle
La chapelle est à replacer dans son contexte : les éléments qui l’entourent sont les vestiges de la commanderie[réf. souhaitée].
Le manoir de Cran a été construit en 1671 derrière la chapelle, à la place d'une ancienne commanderie du Temple. Il présente une ancienne stèle gauloise provenant du hameau de Bénerlin[réf. souhaitée].
Le hameau de Cran possède plusieurs autres éléments architecturaux d'intérêt, notamment une fontaine de 1740[réf. souhaitée], un four à pain et un calvaire constitué d'une croix bannière.

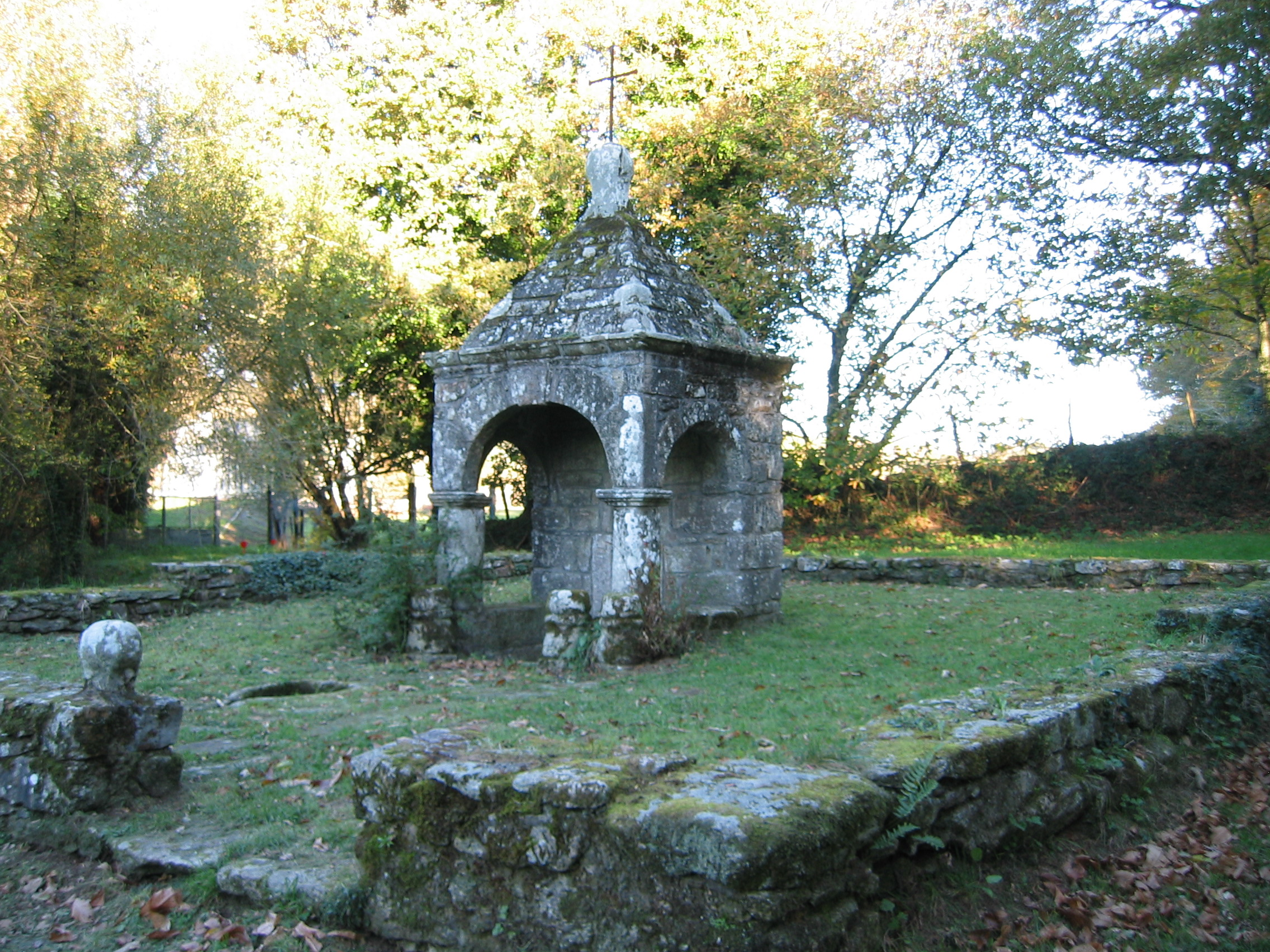
La fontaine.
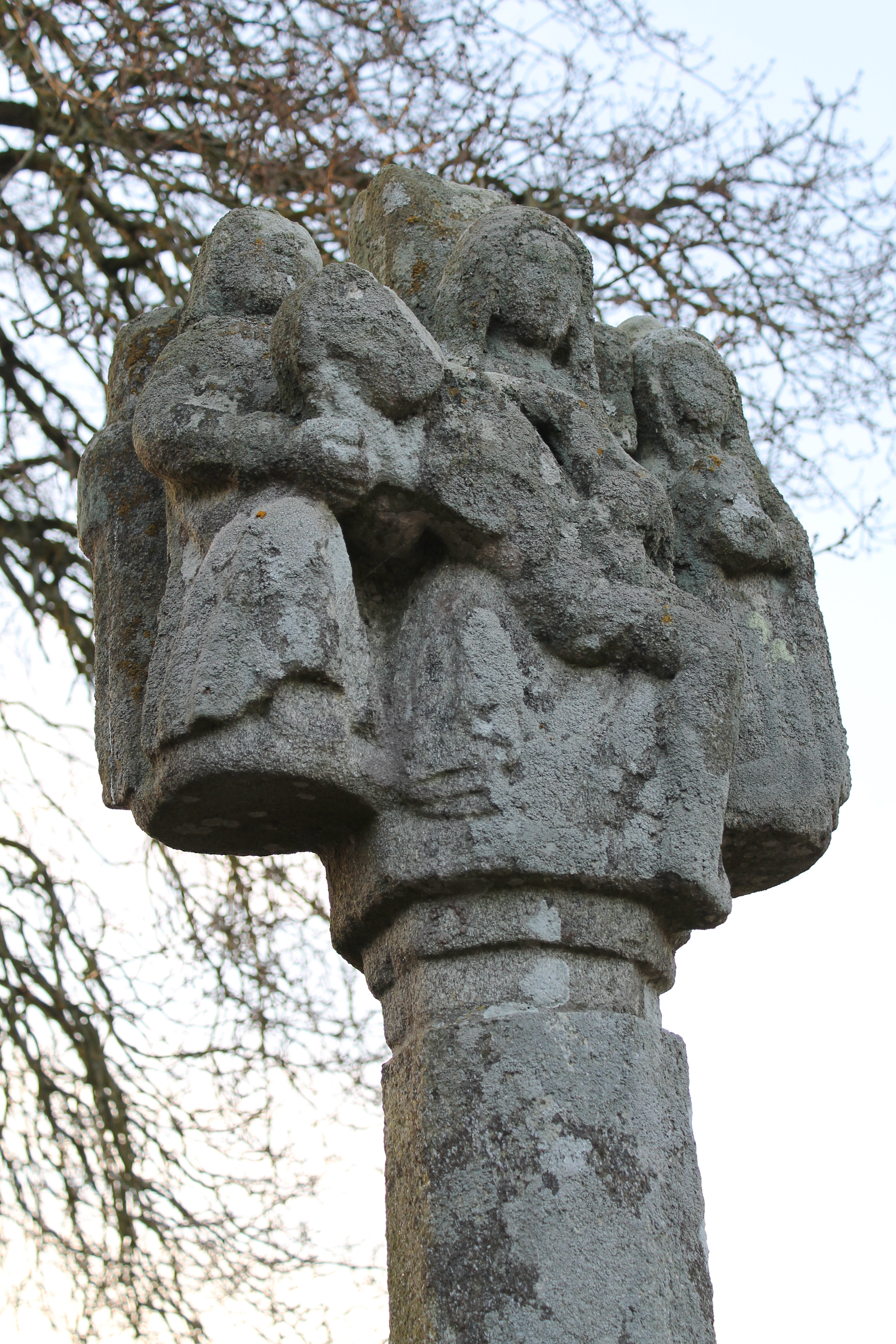
Bannière du calvaire de Cran.